# Entorrhiza caricicola
Entorrhiza caricicola är en svampart som beskrevs av Ferd. & Winge 1915. Entorrhiza caricicola ingår i släktet Entorrhiza och familjen Entorrhizaceae.   Inga underarter finns listade i Catalogue of Life.